# La Pastora

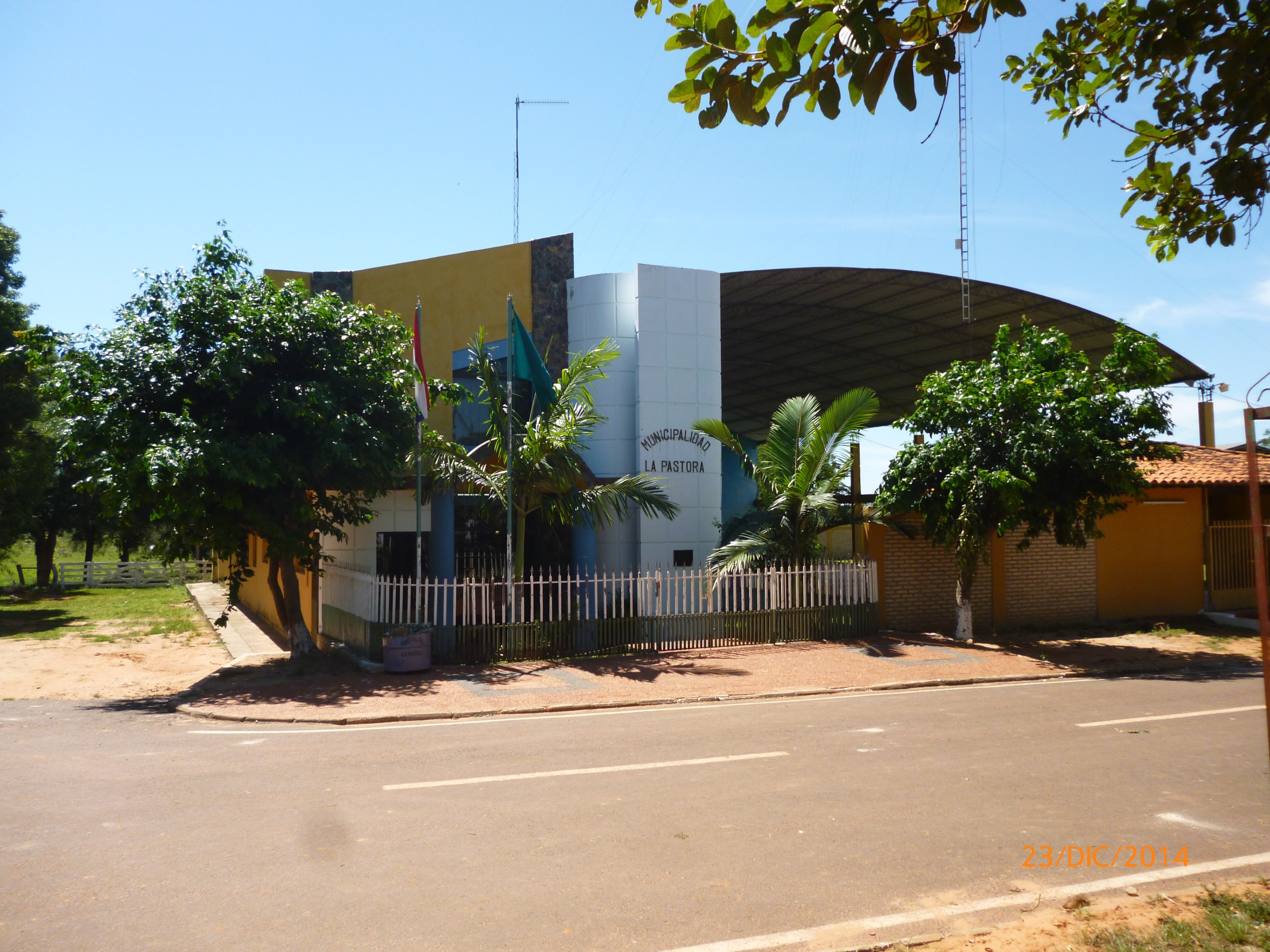
Prefeitura de La Pastora.

La Pastora é uma cidade do Paraguai, Departamento Caaguazú.

## Transporte
O município de La Pastora é servido pela seguinte rodovia:
- Caminho de terra ligando a cidade ao município de Coronel Oviedo[1][2][3]